# 渡辺その子
渡辺 その子 (わたなべ そのこ) は、日本の文部科学官僚。日本原子力研究開発機構理事、文部科学省国際統括官を経て、宇宙航空研究開発機構副理事長。

## 人物
岐阜県美濃加茂市出身。岐阜県立加茂高等学校を経て、1988年奈良女子大学理学部卒業。1989年科学技術庁入庁。
2003年放射線医学総合研究所企画室企画課長、2004年資源エネルギー庁長官官房総合政策課企画官、2005年文部科学省科学技術・学術政策局国際交流官付国際交流推進官、2007年文部科学省大臣官房国際課企画調整室長、2009年国際連合教育科学文化機関日本政府代表部公使、2011年理化学研究所横浜研究所研究推進部長、2013年科学技術政策研究所第一調査研究グループ総括上席研究官、2014年文部科学省科学技術・学術政策局研究開発基盤課長、2017年日本原子力研究開発機構事業計画統括部上級技術主席・部長、4月日本原子力研究開発機構理事。
2018年文部科学省大臣官房審議官 (科学技術・学術政策局担当) 、2019年大臣官房付・内閣官房内閣審議官兼内閣官房健康・医療戦略室次長、2021年文部科学省大臣官房サイバーセキュリティ・政策立案総括審議官。2022年理化学研究所監事。2024年文部科学省国際統括官。2025年宇宙航空研究開発機構副理事長。